# Avstrijsko primorje
Avstrijsko primorje (nemško Österreichisches Küstenland, italijansko Litorale Austriaco) ali Primorje, kronska dežela znotraj Avstrijskega cesarstva (kasneje Avstro-Ogrske), je obstajalo od leta 1813 do razpada Avstro-Ogrske leta 1918.
Avstrijsko primorje je vključevalo svobodno cesarsko mesto Trst s statusom dežele, Avstrijsko mejno grofijo Istro ter grofijo Goriško in Gradiško, od katerih je vsaka imela neodvisno upravo, toda vsi so bili podrejeni cesarskemu guvernerju v Trstu, glavnem mestu Primorja. Trst je bil strateško pomemben kot glavno avstrijsko pristanišče, obalno območje jadranskega morja pa je bila turistična destinacija, znana kot Avstrijska riviera. Regija je bila večnacionalna in je vključevala Italijane, Slovence, Nemce, Furlane in Hrvate. Leta 1910 je Avstrijsko primorje zavzemalo površino 7969 km2, na katerem je živelo 894.287 prebivalcev.
Po prvi svetovni vojni je pripadlo Italiji in dobilo novo ime Julijska Benečija ali Julijska krajina (italijansko Venezia Giulia).
Področje z nekaj večjo površino in imenom Operativna cona Jadransko primorje (nemško Adriatisches Küstenland) je bila glavna operativna cona Wehrmachta Tretjega rajha med 2. svetovno vojno, po kapitulaciji Italije septembra 1943 pa vse do konca vojne.

## Površina in prebivalstvo
Površina:
- Goriška in Gradiška: 2918 km²
- Istra: 4956 km²
- Trst: 95 km²

Prebivalstvo (popis iz 1910):
- Goriška in Gradiška: 260.721 – 89,3 preb./km²
- Istra: 403.566 – 81,4 preb./km²
- Trst: 230.000 – 2414,8 preb./km²

### Etnične skupine
Skupaj:
- Italijani: 356.676 (vključujoč 60.000–75.000 Furlanov) (40 %)
- Slovenci: 276.398 (31 %)
- Hrvati: 172.784 (19 %)
- Ostali: 88.424 (10 %)

Goriška in Gradiška:
- Slovenci: 154.564 (58 %)
- Italijani: 90.119 (36 %)
- Nemci: 4.486 (2 %)

Istra:
- Hrvati: 168.184 (43,5 %)
- Italijani: 147.417 (38,1 %)
- Slovenci: 55.134 (14,3 %)
- Nemci: 12.735 (3,3 %)

## Distrikti
Goriška in Gradiška:
- Mesto Gorica (Stadt Görz)
- Goriška (Görz Land)
- Gradišče ob Soči (Gradisca d'Isonzo)
- Tržič (Monfalcone)
- Sežana (Sesana)
- Tolmin (Tolmein, Tolmino)

Istra:
- Koper (Capodistria)
- Krk (Veglia)
- Lošinj (Lussin)
- Poreč (Parenzo)
- Pazin (Mitterburg, Pisino)
- Pulj (Pola)
- Volosko (Volosca)